# Arturo Godoy
Arturo Godoy (Iquique, 10 de octubre de 1912-ibídem, 27 de agosto de 1986) fue un boxeador chileno, considerado el mejor de su país del siglo XX, según la mayoría de los especialistas internacionales. Enfrentó dos veces al estadounidense Joe Louis por el título mundial de la categoría peso pesado de la Asociación Mundial de Boxeo en 1940 y la primera es catalogada como la «principal pelea del boxeo chileno».

## Biografía
Nació en Caleta Buena, poblado al norte de Iquique. Comenzó a gestar su físico en el oficio de pescador físico. Estudió hasta el tercer año de preparatoria en la Escuela Pública del pueblo. En 1930 cumplió con el servicio militar en el regimiento "Carampangue" de Iquique. Vistiendo los colores de la institución castrense, fue Campeón de Chile en la categoría medio pesado en 1930. Ese mismo año viajó a Santiago con una delegación amateur de boxeo, y fue ahí donde conoció a su primer preparador y gran amigo Louis Bouey (ex preparador de Estanislao Loayza), quien lo tomó como pupilo y catapultó su gran carrera pugilística. Luego de una gran preparación lo hizo debutar frente al peruano Peter Johnson, a quien derribó fácilmente. De ahí en adelante vinieron una serie de peleas y victorias. Luego de una fuerte preparación en Cuba, dio el gran salto al boxeo mundial y prosiguió su carrera en Estados Unidos, en donde demostró su poderío en Tampa, Miami, El Paso y Palm Beach. Luego de un viaje a España, volvió a Sudamérica en donde derrotó a Cámpolo. Luego viaja a Santiago y le gana en fácil pelea a Eduardo Primo, José Caratoli y empata con Tommy Loughram. Luego le gana en Brasil, a Primo y vence por nocaut al legendario campeón argentino, el "Toro de la Pampas" Luis Ángel Firpo. Su gran carrera iría en ascenso cuando debuta en el Madison Square Garden en 1936, frente a Leroy Haynes y Al Ettore con quienes empata en su gran presentación en Estados Unidos. El mismo año noquea al legendario Jack Roper. 
A finales de los años treinta, prosiguiendo con su carrera en EE. UU. y bajo la conducción de su nuevo entrenador Lou Brix, luego de ganar consecutivamente a Otis Thomas, Art Sikes, Tony Galento (por puntos) y empatar con Strickland, Godoy es considerado entre los diez mejores boxeadores del mundo.
Casi al llegar a 1940, vuelve a pelear en Sudamérica y le gana a Birkie, para luego arrebatarle el título continental a Alberto Lowell. Lamentablemente, en la pelea de defensa del título,  con un foul descalificador, Primo le arrebata el cinturón continental.
El 9 de febrero de 1940, Godoy enfrenta, por el título mundial de los pesos pesados, a Joe Louis en Estados Unidos. Hasta ese entonces nadie le había aguantado los quince asaltos al "Bombardero". El chileno lo logró, pero perdió por fallo dividido (el juez Johnny Hote, dio ganador a Godoy). En la revancha, ese mismo año, el norteamericano derrotó al chileno en el octavo asalto.
Gracias a su gran fama, luego de las peleas frente a Louis, Godoy viaja a Buenos Aires a pelear con Lowell y Toles. Derrotó al primero y empató con el segundo. Pasa por Chile y derrota, en el décimo asalto a Carnesse y vuelve a recuperar su cinturón continental frente a Lowell. En 1949 pelea por última vez en Estados Unidos frente a Leonard Morrow. Sus últimas peleas fueron frente a Charles Sys, Espinoza, Balbontín, Abarca y Sugar. En febrero de 1947 hace una pelea de exhibición con Joe Louis, en un ring que se hizo en el Estadio Nacional quien realizaba una gira por Sudamérica.
Su retiro definitivo el año 1953, aún ostentando el título vigente de Campeón Sudamericano de la categoría Pesados. Su registro indica un total de 123 encuentros, con 88 victorias, 49 de ellas por KO.
Producto de una larga enfermedad pulmonar, muere en Iquique, a la edad de 73 años, el 27 de agosto de 1986.

## Carrera

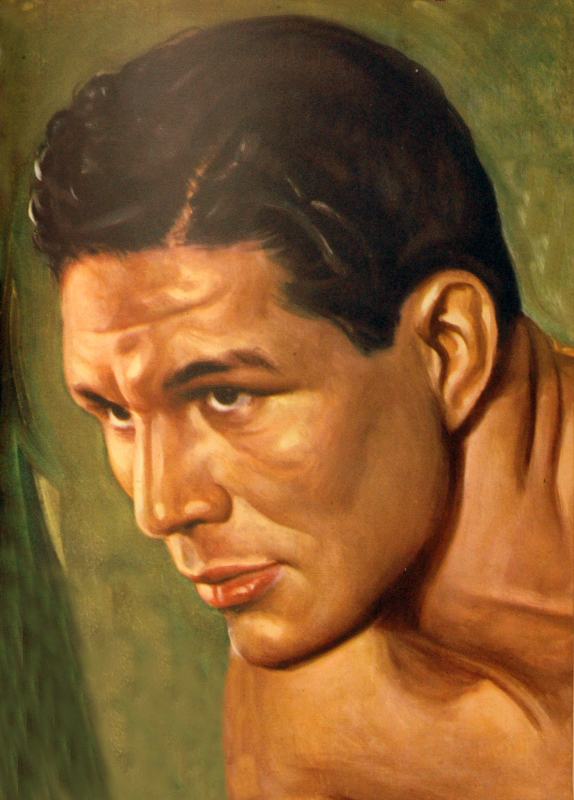
Arturo Godoy.

| Fecha      | Oponente                  | Lugar                                                                | Resultado | Resultado Por | Round | G-P-E-NC   |
| ---------- | ------------------------- | -------------------------------------------------------------------- | --------- | ------------- | ----- | ---------- |
| 11/3/1951  | Alfredo Lagay             | Santiago de Chile, Chile                                             | E         | PTS           | 10    | 87-23-12-2 |
| 8/11/1951  | Abel Cestac               | Santiago de Chile, Chile                                             | G         | PTS           | 10    | 87-23-11-2 |
| 6/16/1951  | Mario Abarca              | Santiago de Chile, Chile                                             | G         | KO            | 4     | 86-23-11-2 |
| 6/1/1950   | Roberto Balbontin         | Santiago de Chile, Chile                                             | G         | KO            | 5     | 85-23-11-2 |
| 3/6/1950   | Karel Sys                 | Buenos Aires, Distrito Federal, Argentina                            | E         | PTS           | 10    | 84-23-11-2 |
| 1/13/1950  | Emilio Espinosa           | Santiago de Chile, Chile                                             | G         | KO            | 5     | 84-23-10-2 |
| 8/16/1949  | Leonard Morrow            | Civic Auditorium, San Francisco, California, United States           | P         | TKO           | 10    | 83-23-10-2 |
| 8/9/1949   | Maynard Jones             | Wilmington Park, Wilmington, Delaware, United States                 | E         | PTS           | 10    | 83-22-10-2 |
| 6/27/1949  | Elkins Brothers           | Washington, District of Columbia, United States                      | G         | PTS           | 10    | 83-22-9-2  |
| 6/1/1949   | Johnny Haynes             | Zivic Arena, Millvale, Pensilvania, United States                    | G         | PTS           | 10    | 82-22-9-2  |
| 2/23/1949  | Harold Johnson            | Convention Hall, Filadelfia, Pensilvania, United States              | P         | UD            | 10    | 81-22-9-2  |
| 8/17/1948  | Alabama Kid               | Columbus, Ohio, United States                                        | P         | UD            | 10    | 81-21-9-2  |
| 6/14/1948  | Pat Richards              | Columbus, Ohio, United States                                        | G         | TKO           | 4     | 81-20-9-2  |
| 2/24/1948  | Pat Richards              | Columbus, Ohio, United States                                        | G         | PTS           | 8     | 80-20-9-2  |
| 1/20/1948  | Jimmy Bell                | Arena, Trenton, New Jersey, United States                            | G         | PTS           | 8     | 79-20-9-2  |
| 12/1/1947  | Phil Muscato              | St. Nicholas Arena, New York, New York, United States                | G         | SD            | 10    | 78-20-9-2  |
| 10/22/1947 | Jack Marshall             | El Paso, Texas, United States                                        | G         | PTS           | 10    | 77-20-9-2  |
| 10/7/1947  | Turkey Thompson           | Olympic Auditorium, Los Ángeles, California, United States           | P         | UD            | 10    | 76-20-9-2  |
| 9/9/1947   | Cyclone Williams          | Troy Arena, Troy, New York, United States                            | G         | KO            | 5     | 76-19-9-2  |
| 12/5/1946  | Buddy Knox                | Denver, Colorado, United States                                      | G         | KO            | 1     | 75-19-9-2  |
| 11/25/1946 | Tex Boddie                | Omaha, Nebraska, United States                                       | G         | PTS           | 10    | 74-19-9-2  |
| 10/15/1946 | Joe Muscato               | Memorial Auditorium, Buffalo, New York, United States                | P         | UD            | 10    | 73-19-9-2  |
| 8/21/1946  | Cyclone Williams          | Memorial Auditorium, Buffalo, New York, United States                | G         | PTS           | 10    | 73-18-9-2  |
| 8/16/1946  | Tony Musto                | MacArthur Stadium, Syracuse, New York, United States                 | G         | TKO           | 6     | 72-18-9-2  |
| 6/14/1946  | Larry Bouchard            | Jacksonville, Florida, United States                                 | G         | KO            | 2     | 71-18-9-2  |
| 3/1/1946   | Lee Savold                | Chicago Stadium, Chicago, Illinois, United States                    | NC        | NC            | 8     | 70-18-9-2  |
| 11/20/1945 | Johnny Haynes             | Olympic Auditorium, Los Ángeles, California, United States           | G         | PTS           | 10    | 70-18-9-1  |
| 11/5/1945  | Louis Long                | Baltimore, Maryland, United States                                   | G         | TKO           | 7     | 69-18-9-1  |
| 9/28/1945  | Jimmy Carollo             | Norfolk, Virginia, United States                                     | G         | KO            | 1     | 68-18-9-1  |
| 9/12/1945  | Dan Merritt               | Twin City Bowl, Elizabeth, New Jersey, United States                 | G         | TKO           | 2     | 67-18-9-1  |
| 5/14/1945  | Buddy Walker              | Turner\'s Arena, Washington, District of Columbia, United States     | G         | KO            | 5     | 66-18-9-1  |
| 4/4/1945   | Herb Jones                | Memphis, Tennessee, United States                                    | G         | KO            | 2     | 65-18-9-1  |
| 3/27/1945  | Johnny Denson             | Municipal Auditorium, San Antonio, Texas, United States              | G         | KO            | 5     | 64-18-9-1  |
| 3/1/1945   | Larry Bouchard            | Norfolk, Virginia, United States                                     | G         | PTS           | 10    | 63-18-9-1  |
| 12/20/1944 | Juan Urlich               | Santiago de Chile, Chile                                             | G         | KO            | 2     | 62-18-9-1  |
| 4/15/1944  | Alberto Santiago Lovell   | Lima, Perú                                                           | NC        | NC            | 11    | 61-18-9-1  |
| 11/21/1943 | Fernando Menichelli       | Caracas, Venezuela                                                   | G         | KO            | 7     | 61-18-9    |
| 8/29/1943  | Roscoe Toles              | Santiago de Chile, Chile                                             | G         | PTS           | 12    | 60-18-9    |
| 7/18/1943  | Isidoro Gastanaga         | Bolivia                                                              | G         | KO            | 5     | 59-18-9    |
| 4/20/1943  | Fernando Menichelli       | Santiago de Chile, Chile                                             | G         | TKO           | 1     | 58-18-9    |
| 2/28/1943  | Alberto Santiago Lovell   | Santiago de Chile, Chile                                             | G         | PTS           | 12    | 57-18-9    |
| 11/14/1942 | Roscoe Toles              | Sao Paulo, Sao Paulo, Brasil                                         | P         | PTS           | 12    | 56-18-9    |
| 10/21/1942 | Roscoe Toles              | Río de Janeiro, Río de Janeiro, Brasil                               | P         | PTS           | 10    | 56-17-9    |
| 7/11/1942  | Roscoe Toles              | Santiago de Chile, Chile                                             | E         | PTS           | 12    | 56-16-9    |
| 6/7/1942   | Hans Havlicek             | Salta, Salta, Argentina                                              | G         | KO            | 3     | 56-16-8    |
| 3/7/1942   | Roscoe Toles              | Estadio Luna Park, Buenos Aires, Distrito Federal, Argentina         | P         | PTS           | 12    | 55-16-8    |
| 2/10/1942  | Roscoe Toles              | Buenos Aires, Distrito Federal, Argentina                            | P         | PTS           | 12    | 55-15-8    |
| 1/17/1942  | Alberto Santiago Lovell   | Buenos Aires, Distrito Federal, Argentina                            | P         | PTS           | 12    | 55-14-8    |
| 11/1/1941  | Roscoe Toles              | Buenos Aires, Distrito Federal, Argentina                            | E         | PTS           | 12    | 55-13-8    |
| 9/28/1941  | Ernesto Carnesse          | Estadio Luna Park, Buenos Aires, Distrito Federal, Argentina         | G         | PTS           | 10    | 55-13-7    |
| 5/17/1941  | Alberto Santiago Lovell   | Estadio Luna Park, Buenos Aires, Distrito Federal, Argentina         | P         | PTS           | 12    | 54-13-7    |
| 12/2/1940  | Tony Musto                | Arena, Cleveland, Ohio, United States                                | G         | PTS           | 10    | 54-12-7    |
| 10/7/1940  | Gus Dorazio               | Arena, Filadelfia, Pensilvania, United States                        | G         | UD            | 10    | 53-12-7    |
| 6/20/1940  | Joe Louis                 | Yankee Stadium, Bronx, New York, United States                       | P         | TKO           | 8     | 52-12-7    |
| 2/9/1940   | Joe Louis                 | Madison Square Garden, New York, New York, United States             | P         | SD            | 15    | 52-11-7    |
| 8/19/1939  | Eduardo Primo             | Buenos Aires, Distrito Federal, Argentina                            | P         | DQ            | 8     | 52-10-7    |
| 7/22/1939  | Valentín Campolo          | Estadio Luna Park, Buenos Aires, Distrito Federal, Argentina         | G         | PTS           | 12    | 52-9-7     |
| 4/8/1939   | Alberto Santiago Lovell   | Estadio Luna Park, Buenos Aires, Distrito Federal, Argentina         | G         | PTS           | 12    | 51-9-7     |
| 3/4/1939   | Valentín Campolo          | Estadio Luna Park, Buenos Aires, Distrito Federal, Argentina         | P         | PTS           | 10    | 50-9-7     |
| 2/7/1939   | Eusebio Ramírez           | Buenos Aires, Distrito Federal, Argentina                            | G         | KO            | 3     | 50-8-7     |
| 12/18/1938 | Hans Birkie               | Buenos Aires, Distrito Federal, Argentina                            | G         | PTS           | 10    | 49-8-7     |
| 11/26/1938 | Hans Havlicek             | Estadio Luna Park, Buenos Aires, Distrito Federal, Argentina         | G         | TKO           | 2     | 48-8-7     |
| 7/3/1938   | Alberto Santiago Lovell   | Buenos Aires, Distrito Federal, Argentina                            | P         | PTS           | 12    | 47-8-7     |
| 6/18/1938  | Valentín Campolo          | Estadio Luna Park, Buenos Aires, Distrito Federal, Argentina         | G         | PTS           | 10    | 47-7-7     |
| 11/9/1937  | Eddie Mader               | Broadway Arena, Brooklyn, New York, United States                    | G         | TKO           | 5     | 46-7-7     |
| 10/8/1937  | Nathan Mann               | Hippodrome, New York, New York, United States                        | P         | PTS           | 10    | 45-7-7     |
| 8/4/1937   | Roscoe Toles              | University of Detroit Stadium, Detroit, Míchigan, United States      | E         | PTS           | 10    | 45-6-7     |
| 6/22/1937  | Tony Galento              | Comiskey Park, Chicago, Illinois, United States                      | G         | PTS           | 6     | 45-6-6     |
| 5/21/1937  | Roscoe Toles              | Naval Armory, Detroit, Míchigan, United States                       | P         | PTS           | 10    | 44-6-6     |
| 4/28/1937  | Tony Galento              | Hippodrome, New York, New York, United States                        | G         | PTS           | 10    | 44-5-6     |
| 3/10/1937  | Maurice Strickland        | Hippodrome, New York, New York, United States                        | E         | PTS           | 10    | 43-5-6     |
| 2/25/1937  | Art Sykes                 | Star Casino, New York, New York, United States                       | G         | KO            | 3     | 43-5-5     |
| 2/3/1937   | Otis Thomas               | Hippodrome, New York, New York, United States                        | G         | TKO           | 3     | 42-5-5     |
| 1/14/1937  | Jack Roper                | Star Casino, New York, New York, United States                       | G         | KO            | 7     | 41-5-5     |
| 11/11/1936 | Al Ettore                 | Hippodrome, New York, New York, United States                        | E         | PTS           | 10    | 40-5-5     |
| 10/21/1936 | Leroy Haynes              | Hippodrome, New York, New York, United States                        | E         | PTS           | 10    | 40-5-4     |
| 7/11/1936  | Luis Ángel Firpo          | Estadio Luna Park, Buenos Aires, Distrito Federal, Argentina         | G         | TKO           | 4     | 40-5-3     |
| 12/21/1935 | Vincenz Hower             | Buenos Aires, Distrito Federal, Argentina                            | G         | KO            | 10    | 39-5-3     |
| 9/7/1935   | Oscar Davidson            | Río de Janeiro, Río de Janeiro, Brasil                               | G         | KO            | 1     | 38-5-3     |
| 7/12/1935  | Eduardo Primo             | Buenos Aires, Distrito Federal, Argentina                            | E         | PTS           | 12    | 37-5-3     |
| 5/18/1935  | Antonio Sebastiao         | Río de Janeiro, Río de Janeiro, Brasil                               | G         | KO            | 3     | 37-5-2     |
| 3/17/1935  | Tommy Loughran            | Santiago de Chile, Chile                                             | G         | PTS           | 12    | 36-5-2     |
| 1/5/1935   | Tommy Loughran            | Buenos Aires, Distrito Federal, Argentina                            | P         | UD            | 12    | 35-5-2     |
| 11/24/1934 | José Carattoli            | Buenos Aires, Distrito Federal, Argentina                            | G         | PTS           | 12    | 35-4-2     |
| 10/20/1934 | Tommy Loughran            | Buenos Aires, Distrito Federal, Argentina                            | E         | PTS           | 12    | 34-4-2     |
| 9/29/1934  | Eduardo Primo             | Buenos Aires, Distrito Federal, Argentina                            | G         | PTS           | 12    | 34-4-1     |
| 8/12/1934  | Billy Jones               | Santiago de Chile, Chile                                             | P         | PTS           | 12    | 33-4-1     |
| 6/24/1934  | Erwin Klausner            | Estadio Nacional, Av Santa María, Santiago de Chile, Chile           | G         | PTS           | 10    | 33-3-1     |
| 4/22/1934  | Erwin Klausner            | Santiago de Chile, Chile                                             | G         | PTS           | 10    | 32-3-1     |
| 3/1/1934   | Victorio Campolo          | Buenos Aires, Distrito Federal, Argentina                            | P         | PTS           | 12    | 31-3-1     |
| 1/20/1934  | Esteban Senestraro        | Club Atlético River Plate, Buenos Aires, Distrito Federal, Argentina | G         | TKO           | 6     | 31-2-1     |
| 1/4/1934   | Mario Lenzi               | Buenos Aires, Distrito Federal, Argentina                            | G         | KO            | 2     | 30-2-1     |
| 12/6/1933  | Salvatore Zaetta          | Buenos Aires, Distrito Federal, Argentina                            | G         | KO            | 3     | 29-2-1     |
| 8/23/1933  | Vicente Parrile           | Barcelona, Cataluña, Spain                                           | G         | PTS           | 10    | 28-2-1     |
| 7/26/1933  | Mateo Osa                 | Barcelona, Cataluña, Spain                                           | G         | TKO           | 7     | 27-2-1     |
| 7/1/1933   | Raúl Bianchi              | Plaza Monumental, Barcelona, Cataluña, Spain                         | G         | KO            | 2     | 26-2-1     |
| 6/14/1933  | Rafaele Siciliano         | Barcelona, Cataluña, Spain                                           | G         | KO            | 2     | 25-2-1     |
| 5/31/1933  | Santiago Sola             | Barcelona, Cataluña, Spain                                           | G         | PTS           | 10    | 24-2-1     |
| 5/9/1933   | La Pantera de Arosa       | Barcelona, Cataluña, Spain                                           | G         | KO            | 2     | 23-2-1     |
| 5/2/1933   | Al Roman                  | Barcelona, Cataluña, Spain                                           | G         | KO            | 1     | 22-2-1     |
| 4/1/1933   | Young John Herrera        | Arena Cristal, Havana, Cuba                                          | G         | PTS           | 10    | 21-2-1     |
| 2/27/1933  | Frank Cawley              | Miami, Florida, United States                                        | G         | PTS           | 10    | 20-2-1     |
| 2/25/1933  | Pantaleon Cuesta Musolino | Havana, Cuba                                                         | G         | KO            | 5     | 19-2-1     |
| 2/4/1933   | Rufino Álvarez            | Havana, Cuba                                                         | G         | KO            | 5     | 18-2-1     |
| 1/24/1933  | Dewey Kimrey              | American Legion Arena, West Palm Beach, Florida, United States       | G         | TKO           | 5     | 17-2-1     |
| 1/10/1933  | Frankie Edgren            | American Legion Arena, West Palm Beach, Florida, United States       | P         | PTS           | 10    | 16-2-1     |
| 12/6/1932  | Chick Raines              | West Palm Beach, Florida, United States                              | G         | KO            | 6     | 16-1-1     |
| 11/21/1932 | Johnny Mack               | Biscayne Arena, Miami, Florida, United States                        | G         | TKO           | 5     | 15-1-1     |
| 11/11/1932 | Frankie Palmo             | West Palm Beach, Florida, United States                              | G         | KO            | 10    | 14-1-1     |
| 10/31/1932 | Tony Ferrante             | Biscayne Arena, Miami, Florida, United States                        | G         | KO            | 1     | 13-1-1     |
| 10/27/1932 | Joe King                  | Tampa, Florida, United States                                        | G         | KO            | 5     | 12-1-1     |
| 10/2/1932  | Irving Ashkenazy          | Tampa, Florida, United States                                        | G         | KO            | 5     | 11-1-1     |
| 9/26/1932  | Walker Cyclone Smith      | Miami, Florida, United States                                        | G         | PTS           | 10    | 10-1-1     |
| 9/12/1932  | Ben Logan                 | Biscayne Arena, Miami, Florida, United States                        | G         | KO            | 2     | 9-1-1      |
| 8/27/1932  | Gordon Fortenberry        | Miami, Florida, United States                                        | G         | PTS           | 10    | 8-1-1      |
| 8/1/1932   | Ray Swanson               | Biscayne Arena, Miami, Florida, United States                        | G         | KO            | 7     | 7-1-1      |
| 7/16/1932  | Pedro Proenza             | Havana, Cuba                                                         | E         | PTS           | 10    | 6-1-1      |
| 7/2/1932   | Antonio Hevia             | Havana, Cuba                                                         | G         | PTS           | 10    | 6-1-0      |
| 6/25/1932  | Pantaleon Cuesta Musolino | Havana, Cuba                                                         | G         | DQ            | 2     | 5-1-0      |
| 12/6/1931  | Luis Aravena              | Campos Sports, Santiago de Chile, Chile                              | G         | PTS           | 8     | 4-1-0      |
| 6/14/1931  | Peter Johnson             | Estadio Nacional, Av Santa María, Santiago de Chile, Chile           | G         | PTS           | 10    | 3-1-0      |
| 5/30/1931  | Oscar Ramírez             | Estadio Nacional, Av Santa María, Santiago de Chile, Chile           | G         | TKO           | 2     | 2-1-0      |
| 12/21/1930 | Peter Johnson             | Estadio Nacional, Av Santa María, Santiago de Chile, Chile           | G         | PTS           | 6     | 1-1-0      |
| 1/9/1930   | Luis Aravena              | Cuba                                                                 | P         | PTS           | 6     | 0-1-0      |